# 早花岩芋
早花岩芋（学名：Remusatia hookeriana）又名秀丽曲苞芋，为天南星科岩芋属的植物。分布在泰国北部、锡金、缅甸以及中国大陆的云南南部及东南部等地，生长于海拔2,000米至2,200米的地区，多生在沟谷阔叶林内石上，目前尚未由人工引种栽培。